# Lissocephala
Lissocephala är ett släkte av tvåvingar. Lissocephala ingår i familjen daggflugor.

## Dottertaxa tillLissocephala, i alfabetisk ordning[1]
- Lissocephala africana
- Lissocephala ambigua
- Lissocephala bergi
- Lissocephala bicolor
- Lissocephala bicoloroides
- Lissocephala binotata
- Lissocephala carayoni
- Lissocephala couturieri
- Lissocephala diola
- Lissocephala disjuncta
- Lissocephala fijiensis
- Lissocephala horea
- Lissocephala juncta
- Lissocephala kamundii
- Lissocephala lachaisei
- Lissocephala lebou
- Lissocephala linearis
- Lissocephala melanosanu
- Lissocephala melanothyrea
- Lissocephala metallescens
- Lissocephala nigroscutellata
- Lissocephala parabicolor
- Lissocephala powelli
- Lissocephala pulchra
- Lissocephala rasplusi
- Lissocephala sabroskyi
- Lissocephala sanu
- Lissocephala sosefi
- Lissocephala subbicolor
- Lissocephala taiensis
- Lissocephala unipuncta
- Lissocephala versicolor